# Эрос-Арбуи
Эро́с-Арбуи́ (фр. Ayros-Arbouix, окс. Airòs e Arboish) — коммуна во Франции, находится в регионе Юг — Пиренеи. Департамент — Верхние Пиренеи. Входит в состав кантона Аржелес-Газост. Округ коммуны — Аржелес-Газост.
Код INSEE коммуны — 65055.

## География

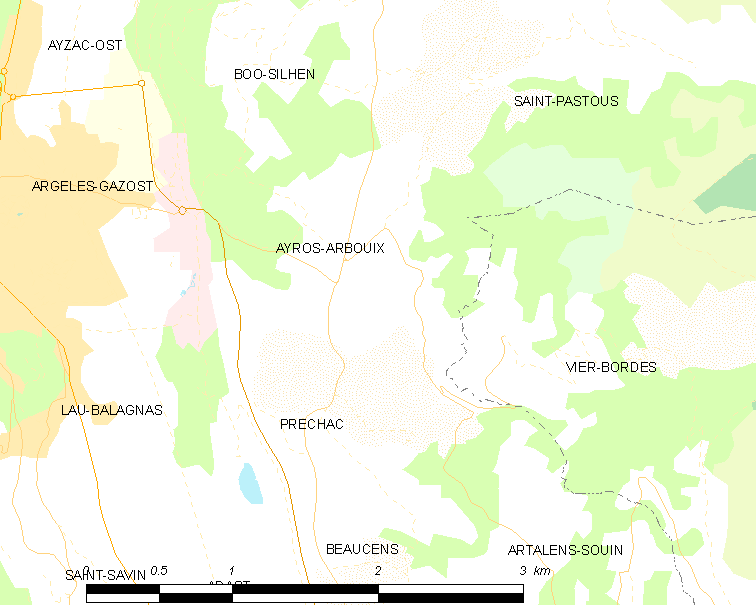
Карта коммуны

Коммуна расположена приблизительно в 680 км к югу от Парижа, в 140 км юго-западнее Тулузы, в 28 км к юго-западу от Тарба.
По территории коммуны протекают реки Гав-де-По и Эсто (фр. Estau).

## Климат
Климат умеренно-океанический с солнечной тёплой погодой и обильными осадками на протяжении практически всего года.

## Население
Население коммуны на 2010 год составляло 291 человек.
| 1962 | 1968 | 1975 | 1982 | 1990 | 1999 | 2010 |
| ---- | ---- | ---- | ---- | ---- | ---- | ---- |
| 220  | 228  | 235  | 256  | 230  | 231  | 291  |

## Администрация
| Период | Период | Фамилия         | Партия | Примечания |
| ------ | ------ | --------------- | ------ | ---------- |
| 1965   | 1977   | Андре Семпе     |        |            |
| 1977   | 1989   | Луи Педарриб    |        |            |
| 1989   | 2014   | Жан-Луи Памбрён |        |            |
| 2014   | 2020   | Режи Бодифье    |        |            |

## Экономика
В 2010 году среди 173 человек трудоспособного возраста (15-64 лет) 131 были экономически активными, 42 — неактивными (показатель активности — 75,7 %, в 1999 году было 73,9 %). Из 131 активных жителей работали 125 человек (67 мужчин и 58 женщин), безработных было 6 (2 мужчин и 4 женщины). Среди 42 неактивных 11 человек были учениками или студентами, 20 — пенсионерами, 11 были неактивными по другим причинам.

## Фотогалерея

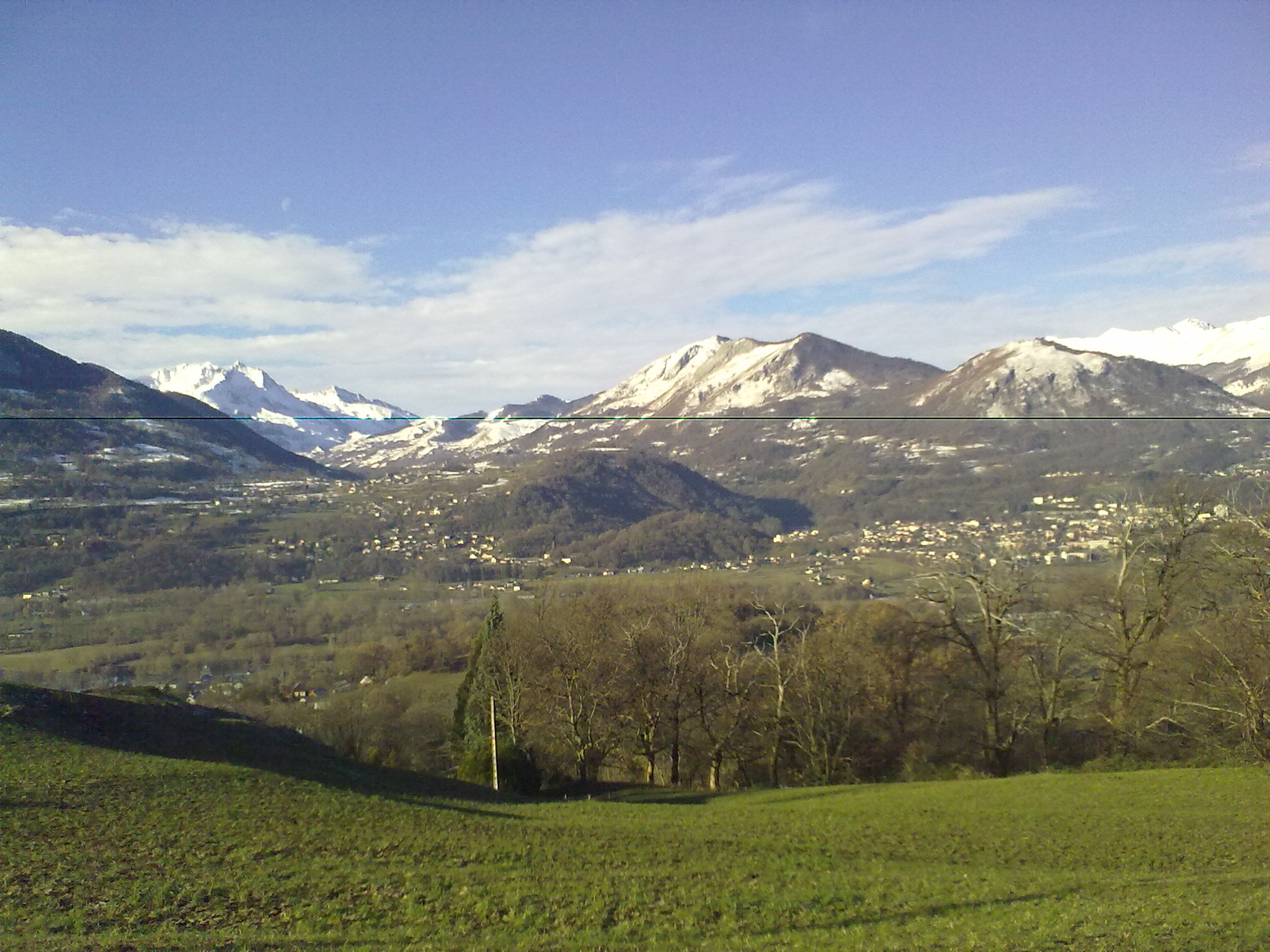
Вид на горы из Арбуи
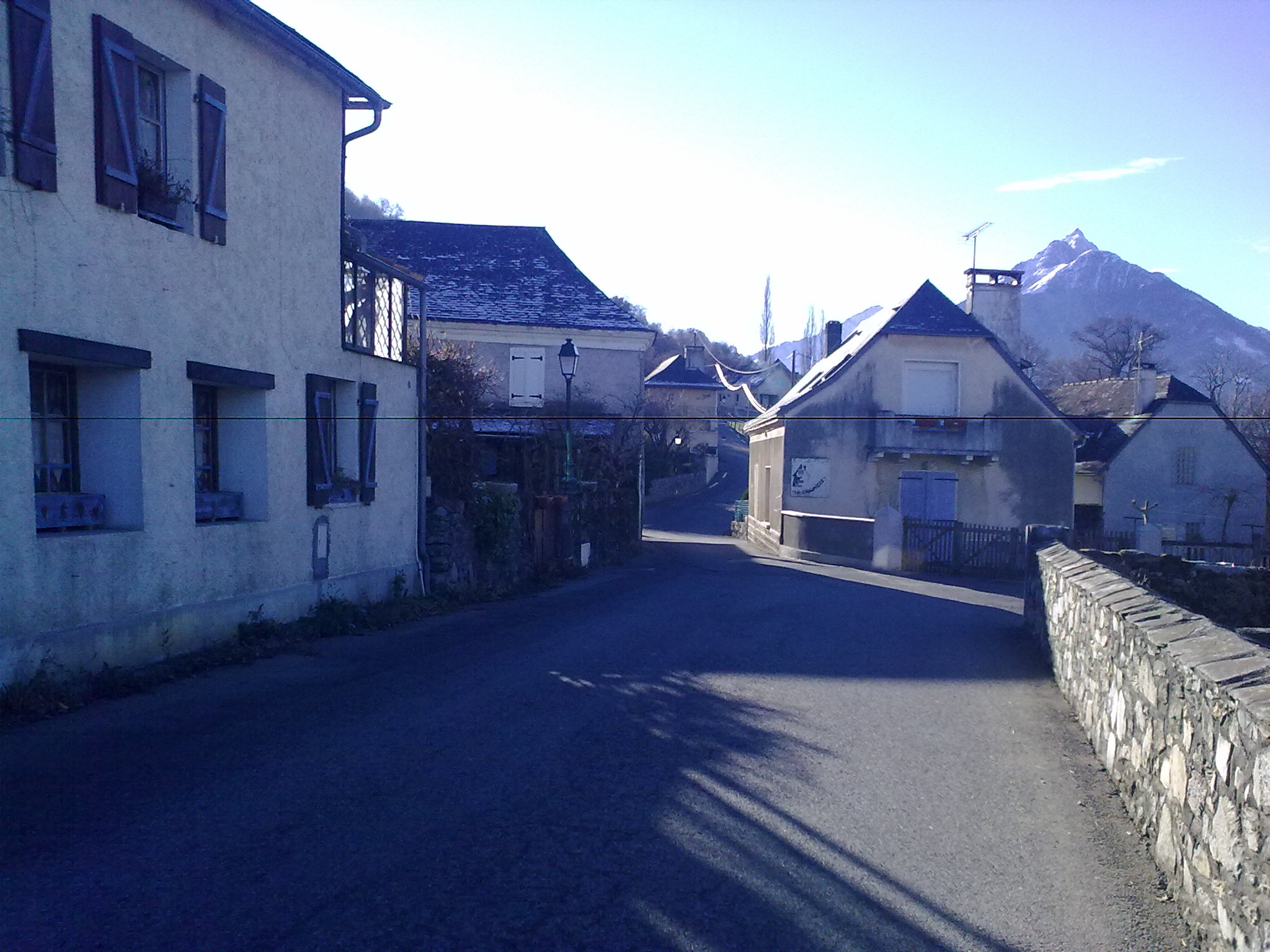
Арбуи
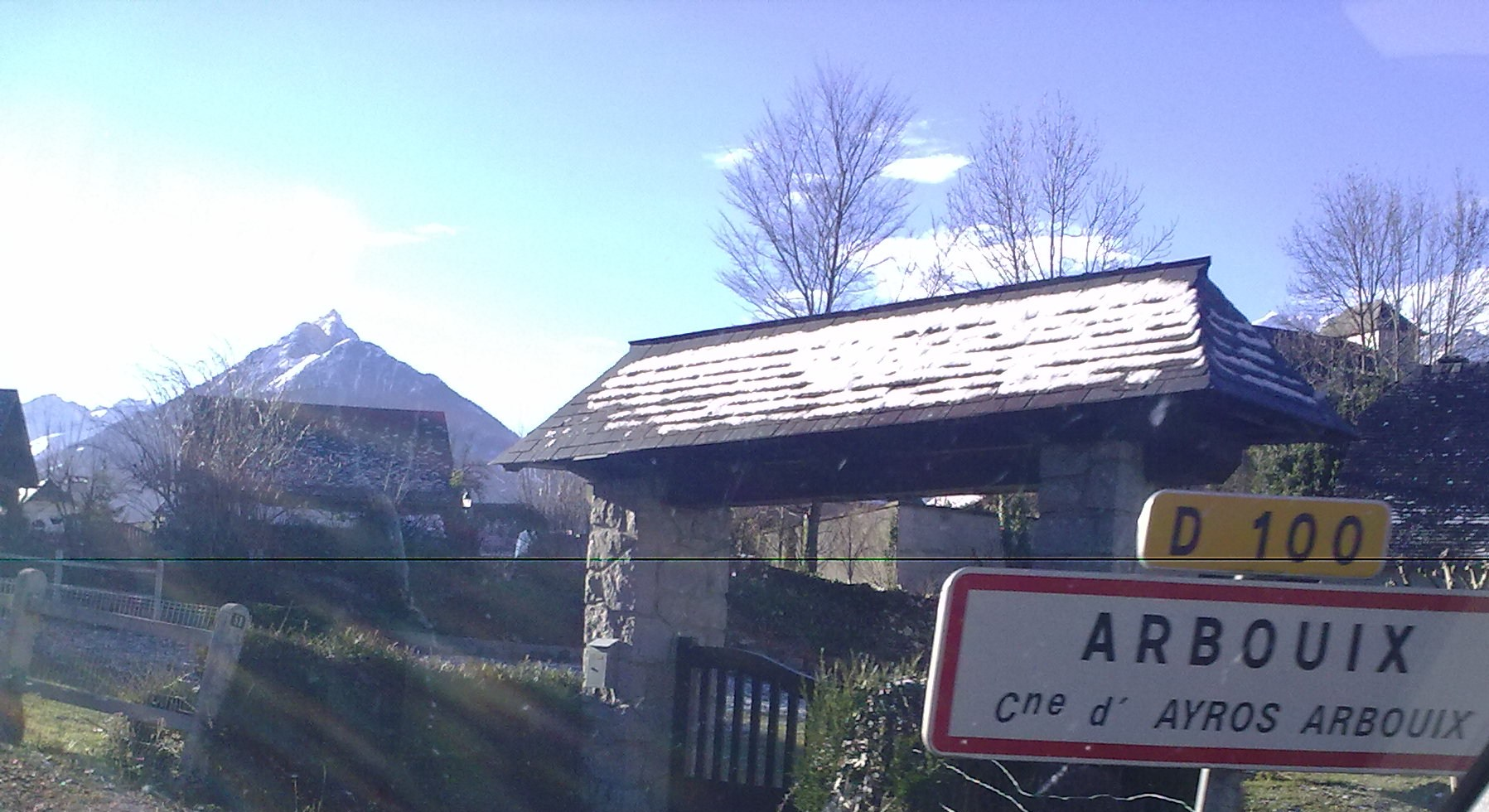
Въезд в Арбуи
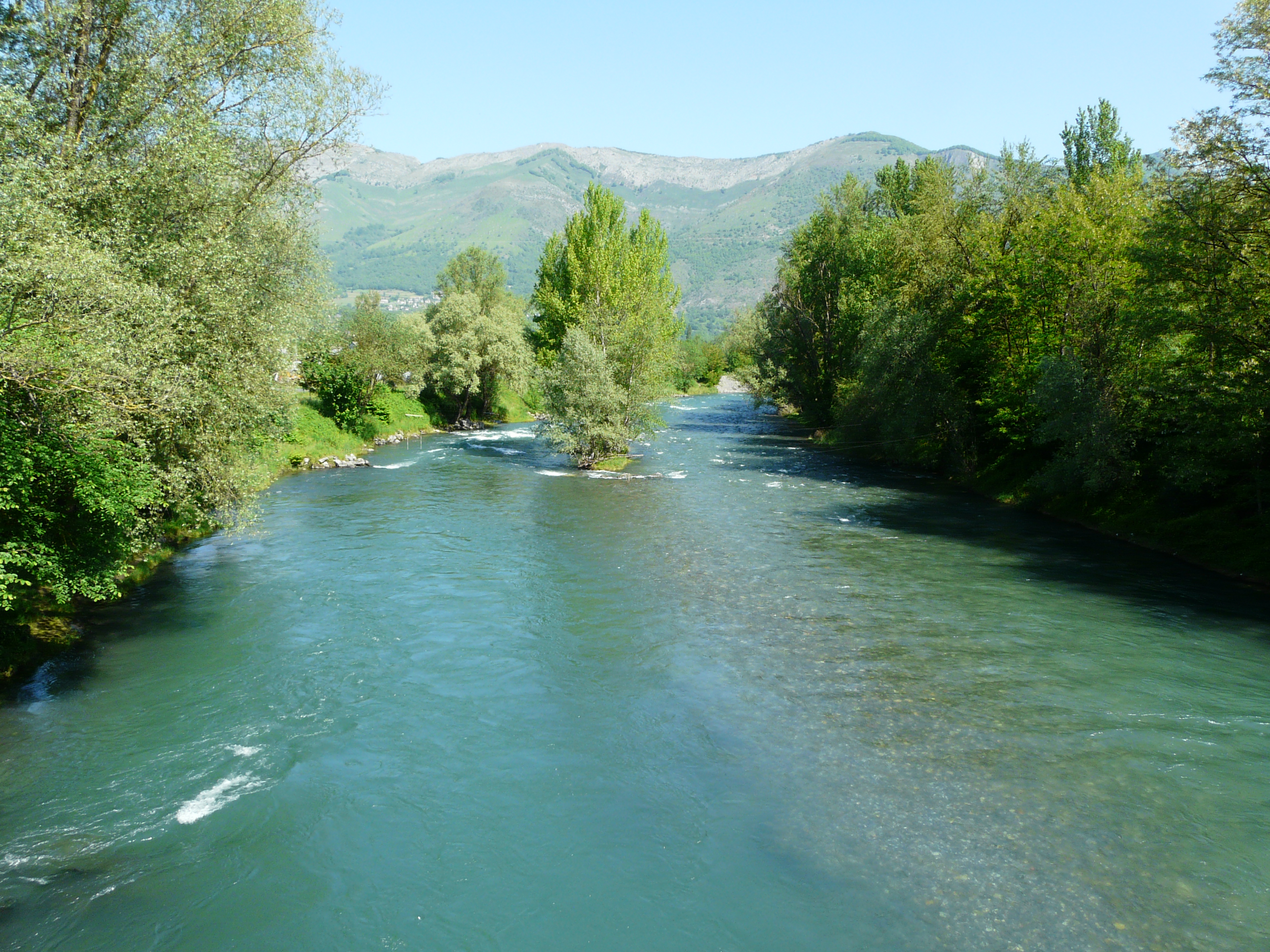
Река Гав-де-По
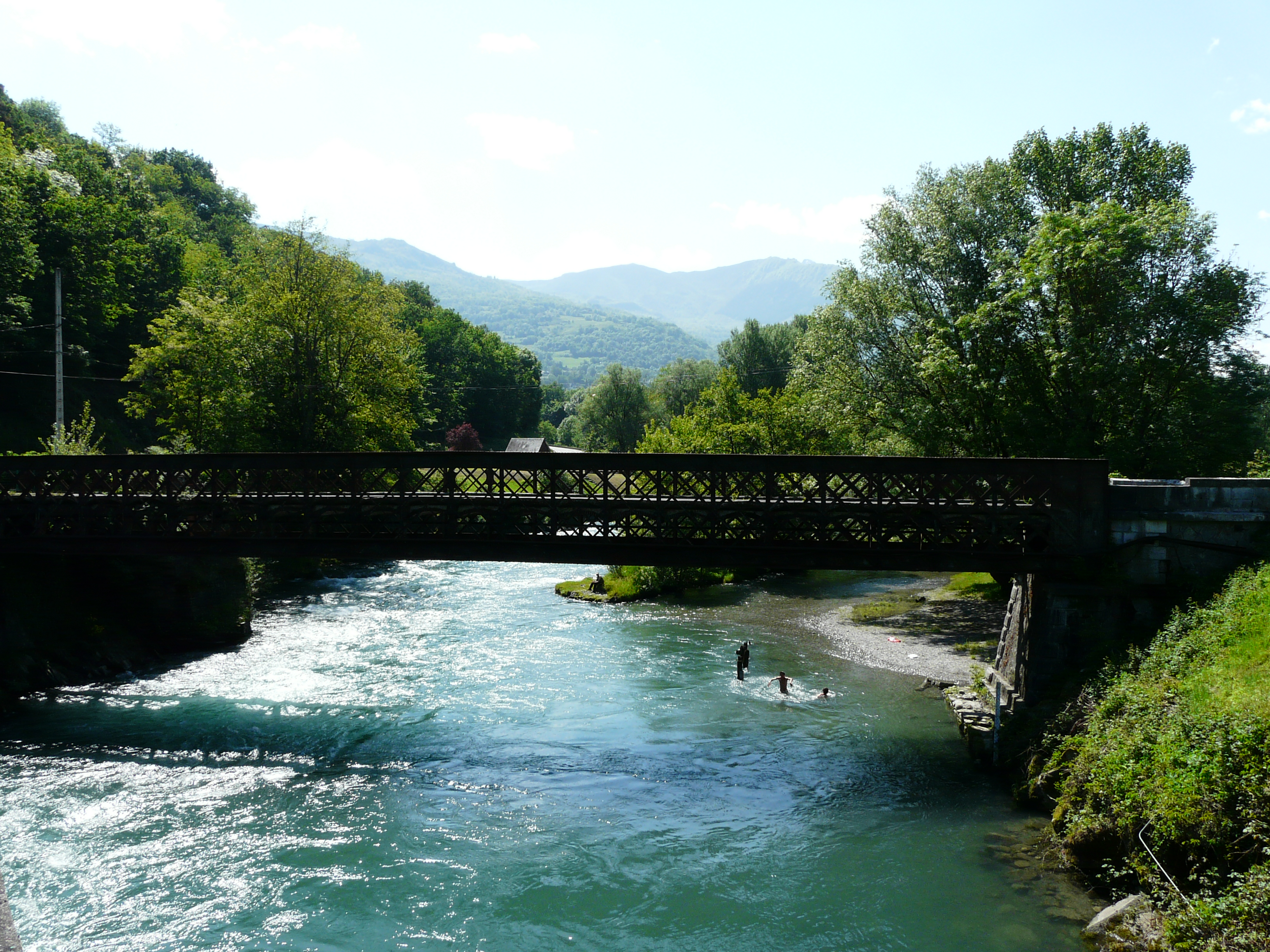
Мост через реку Гав-де-По